# François Augiéras
François Augiéras (Rochester, 18 luglio 1925 – Périgueux, 13 dicembre 1971) è stato uno scrittore e pittore francese.
Pubblicò il suo primo testo a proprie spese con lo pseudonimo di Abdallah Chaamba nel 1949, Le Vieillard et l'enfant, che attirò l'attenzione di André Gide. Non conobbe mai suo padre, morto negli Stati Uniti, e trascorse l'infanzia con la madre d'origine polacca a Parigi e a Périgueux. Solitario e ribelle, percorse l'Algeria e si ritirò a monte Athos.
Oltre a una produzione letteraria, lasciò alcuni quadri e disegni notevoli, ancora troppo poco conosciuti.
Nel 2009 alcune sue opere sono state esposte alla LIII Esposizione internazionale d'arte di Venezia nel Padiglione nazionale della Spagna.

## Opere
- Le vieillard et l'enfant, Éd. de Minuit, 1954, ristampato nel 1985

Un racconto semi-onirico, una scrittura ossessionata da Dio sotto il cielo stellato d'Africa. Il dramma di un bambino ridotto in schiavitù e il racconto di un'educazione erotica e spirituale in un'oasi in mezzo al deserto. Una prima opera che incantò Gide.
- L'apprenti sorcier, Fata Morgana, 1976, ristampa: Grasset, 1989
- Le voyage des morts, Revue Structure, 1957, Fata Morgana, 1979
- Un voyage au Mont-Athos, Flammarion, 1988, ristampa: Grasset, 1996
- Une adolescence au temps du Maréchal, C. Bourgois, 1968, ristampa: Éditions de la Différence, 2001

In questo libro Augieras racconta la sua infanzia, prima al collège Stanislas, in una Parigi che egli giudica sinistra. Nel 1933 si trasferisce con la madre a Périgueux. Qui, a 13 anni, alla biblioteca municipale, scopre André Gide, Nietzsche e Arthur Rimbaud. Nel 1941 si iscrive a un movimento giovanile tra quelli che proliferarono sotto il regime di Vichy, ma dal 1942 se ne distacca per fare l'attore in un teatro ambulante.  S'impegna nel 1944 preso l deposito della flotta a Tolone, e si ritrova a Algeri dove non rimane per molto, desideroso di raggiungere il sud che sente come la sua vera terra. Nel 1958 si unisce a una compagnia di meharisti del sud algerino. Tramite una lingua precisa e giubilatoria, Augiéras condivide col lettore il suo amore panteista del mondo, la sua fede in un essere umano libero dalla servitù del Cristianesimo.
- Les Barbares d'Occident, Fata Morgana, 1999, ristampa: La Différence, 2002

Tutta l'opera di François Augiéras è autobiografica, Les Barbares d'Occident non fa eccezione. All'inizio il titolo doveva coprire tutti i suoi rapporti con figure della sua epoca, come (Gide, Cendrars, Jouhandeau, Roger Bissière, Yourcenar, Malraux), ma l'autore abbandonò questo progetto, preferendo includere in Une adolescence au temps du Maréchal gli episodi dei suoi incontri con Gide e con il pittore Bissière.
- Le diable ermite, Éd. de La Différence 2002

Lettere a Jean Chalons (1968-1971). Corrispondenza degli ultimi anni della sua vita, fino alla vigilia della sua morte, con questo amico che non incontrò mai fisicamente. I viaggi, la precarietà, l'estrema solitudine aggravarono il suo stato di salute. I soggiorni all'ospedale di Périgueux si susseguirono. Colpito da una crisi cardiaca, morì il 13 dicembre 1971. Fu seppellito a Domme il 18 dicembre.